# Andre Pallante
Andre Pallante (Mission Viejo, California, 18 de septiembre de 1998) es un jugador profesional estadounidense de béisbol que se desempeña en la posición de lanzador en St. Louis Cardinals, equipo de las Grandes Ligas de Béisbol (MLB).

## Carrera
Fue seleccionado en la cuarta ronda en el Draft de la MLB de 2019. En 2022 hizo su debut profesional con el equipo St. Louis Cardinals, donde lleva jugando tres temporadas.